# Emma Lind
Malin Emma Kristin Lind, född 21 juli 1995 i Vadstena, är en svensk fotbollsmålvakt som spelar för IFK Norrköping i Damallsvenskan. 

## Karriär
Lind började spela fotboll i Vadstena GIF och gick därefter till Borens IK. 2012 spelade hon för BK Kenty och 2013 gick Lind till Smedby AIS.
I december 2014 värvades Lind av Jitex BK. Den 1 februari 2016 skrev hon på för Limhamn Bunkeflo.
Den 17 december 2018 värvades Lind av FC Rosengård, där hon skrev på ett tvåårskontrakt. Den 8 januari 2021 värvades Lind av tyska Turbine Potsdam. I augusti 2021 återvände hon till Jitex BK. I januari 2022 värvades Lind av italienska Roma, där hon skrev på ett 1,5-årskontrakt.
Den 11 juli 2023 presenterades Lind av IFK Norrköping. Den östgötska målvakten skrev på ett kontrakt över 2025.